# Levende billeder tagne under den 2. Thule Ekspedition til Grønlands Nordkyst 1917-18
Levende billeder tagne under den 2. Thule Ekspedition til Grønlands Nordkyst 1917-18 er en dansk dokumentarfilm fra 1918. Filmen er optaget af ekspeditionsdeltageren Thorild Wulff, der omkom under ekspeditionen. 

## Handling
Optagelser fra den 2. Thule Ekspedition til Grønlands Nordkyst 1917-1918. Med "Hans Egede" over Atlanterhavet i kuling. Langs med Grønlands lave granitforland i omegnen af Godthaab. Damperen "Godthaab" passerer med salut. Grønlandske kajakroere demonstrerer manøvrer for "Hans Egedes" passagerer. Optagelser fra omegnen af Godhavn: sælfangere kommer hjem, barnepige med baby i bærepose (amaut), kvinder i konebåd. Kajakroere følger "Hans Egede" som skyder en pæn fart. Et stort isfjeld passeres. En 'is-karrusel' demonstreres. Thorild Wulff foretager hydrografiske undersøgelser i Melvillebugten i august måned. Ekspeditionsskibet "Danmark" ses i baggrunden. 

Eskimo-bopladsen Ulugssat i mundingen af Inglefield Golf. Ekspeditionens start fra bopladsen Neqe 9. april 1917. Hjælpeslæderne er læsset med hvalroskød. Kørsel i skrueis ud for Anoritoq ved Kap Inglefield, Kanes Bassin. Hundene fodres ved Hall's Grav. Ekspeditionens deltagere filmes.

De syv deltagere på ekspeditionen var, foruden Knud Rasmussen, geologen Lauge Koch, den svenske botaniker Thorild Wulff samt fire grønlændere. Grønlænderen Hendrik Olsen forsvandt sporløst under en jagt og Thorild Wulff omkom af udmattelse på tilbagerejsen mod Thule.